# 위험한 사이
"위험한 사이"는 한국에서 제작된 이성구 감독의 1974년 영화이다. 이순재 등이 주연으로 출연하였고 김태수 등이 제작에 참여하였다.

## 출연

### 주연
- 이순재
- 선우용여
- 한용수